# Степанов Микола Леонідович
Мико́ла Леоні́дович Степа́нов (рос. Николай Леонидович Степанов; 7 грудня 1902, Ялта — 31 липня 1972, Москва) — російський радянський  літературознавець. Доктор філологічних наук. Професор. Член Спілки письменників СРСР.

## Біографічні відомості
Закінчив Ленінградський університет і інститут історії мистецтв. Друкуватися почав 1926 року.
Автор книг:
- «І. А. Крилов: Життя і творчість» (1949),
- «М. В. Гоголь: Творчий шлях» (1955),
- «Майстерність Крилова-байкаря» (1956),
- «Лірика Пушкіна» (1959),
- «Проза Пушіна» (1962),
- «М. О. Некрасов: Життя і творчість» (1962).

Редактор зібрання творів Велимира Хлєбникова (1928—1933).
У серії «Жизнь замечательных людей» побачили світ дві книги Степанова — «Гоголь» (1960) і «Крилов» (1963, 1969), а також нарис у збірнику «Юрій Тинянов: письменник і учений: Спогади. Роздуми. Зустрічі» (1966).